# Peter Pau
Peter Pau (hagyományos kínai: 鮑德熹, Hongkong, 1951.) hongkongi operatőr, aki munkái során többszörös díjnyertes és számos jelölést tudhat magának. Legismertebb munkája a Tigris és sárkány című film, melyért 2000-ben Oscar-díjat nyert a Legjobb operatőrök kategóriájában.
Pau az Operatőrök hongkongi szövetségének tagja (Hong Kong Society of Cinematographers). 2006 elején róla nevezték el a 34420 Peterpau aszteroidát elismerésképpen.